# Mecognatha hirsuta
Mecognatha hirsuta är en spindeldjursart som beskrevs av Charles Thorold Wood 1967. Mecognatha hirsuta ingår i släktet Mecognatha och familjen Mecognathidae. Inga underarter finns listade i Catalogue of Life.